# Renault Mégane IV
La quatrième génération de Mégane est une berline compacte produite par le constructeur automobile français Renault depuis 2015. La production destinée au marchée ouest-européen s'est arrêtée en 2024.

## Présentation
La Renault Mégane IV existe en trois carrosseries : la berline à cinq portes produite entre 2015 et 2024,, le break Estate dévoilé au salon de Genève 2016, et fabriqué jusqu'en 2024 également, et la berline à quatre portes appelée Mégane GrandCoupe (ou Sedan selon les pays) qui n'a jamais été vendue en France et est fabriquée en Turquie depuis 2016.
Depuis début 2018, il existe également une version sportive plus radicale que la GT, la RS (pour Renault Sport) comme ce fut le cas pour les deux précédentes générations de Mégane.
Après une fuite d'images sur internet le 6 septembre 2015, la voiture est officiellement présentée le lendemain par Renault sur le web. La version sportive nommée GT est présentée simultanément. La Renault Mégane IV fait sa première apparition en public au salon de l'automobile de Francfort le 14 septembre 2015. Elle arrive en concession le 14 janvier 2016.
Le concept du design extérieur de la Renault Mégane est réalisé par Franck Le Gall.
Elle adopte la signature lumineuse déjà vue sur la nouvelle Renault Talisman, à savoir des feux de jour en forme de « C ». Les feux de croisement, de jour et de position sont également à LED.
En interne, le nom de code de la berline 5 portes est BFB et celui du dérivé break KFB.
Les versions coupé (3 portes) et coupé cabriolet disparaissent du catalogue à l'occasion du passage à cette quatrième génération.

Renault Mégane IV phase 1
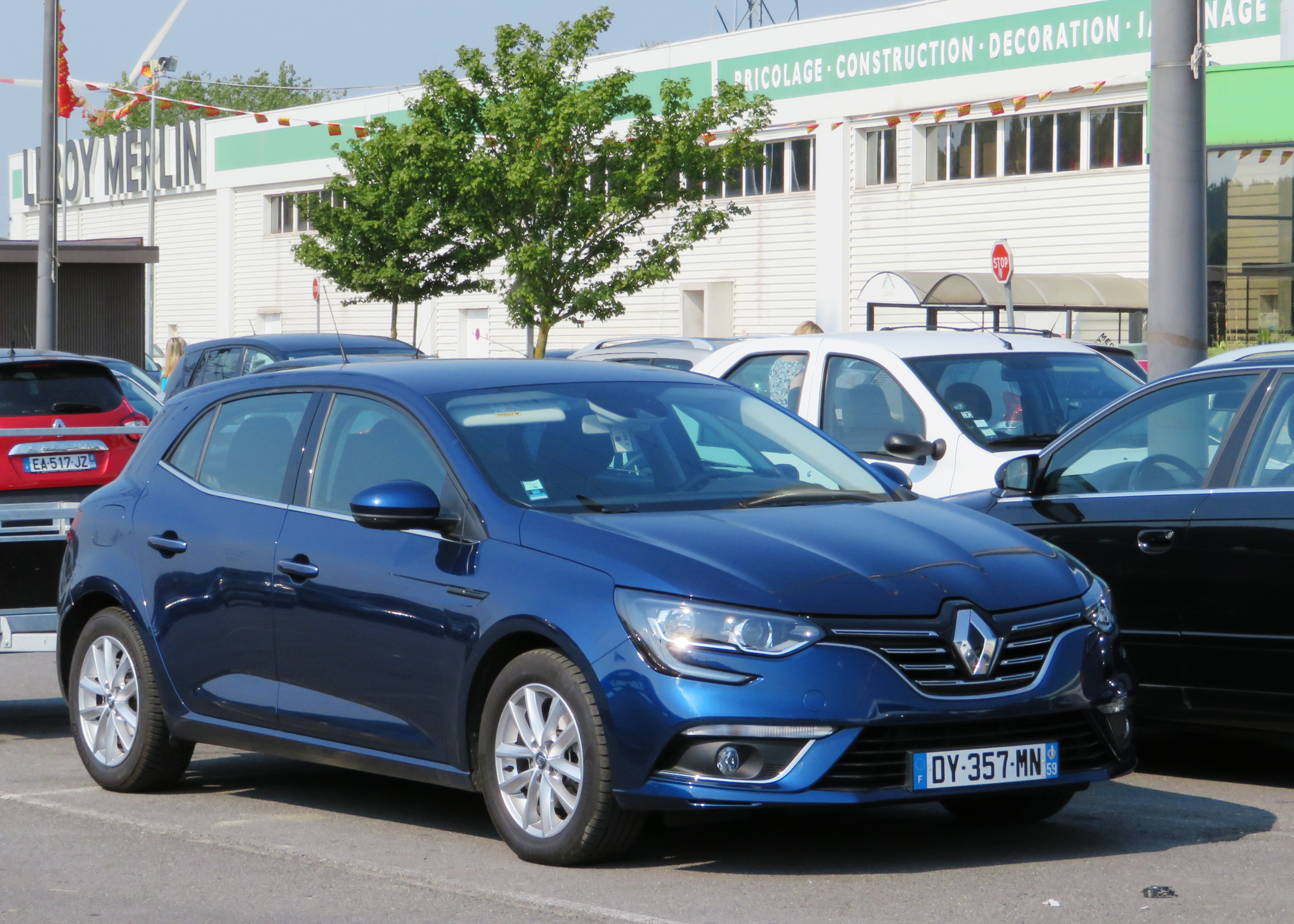
L'avant du véhicule
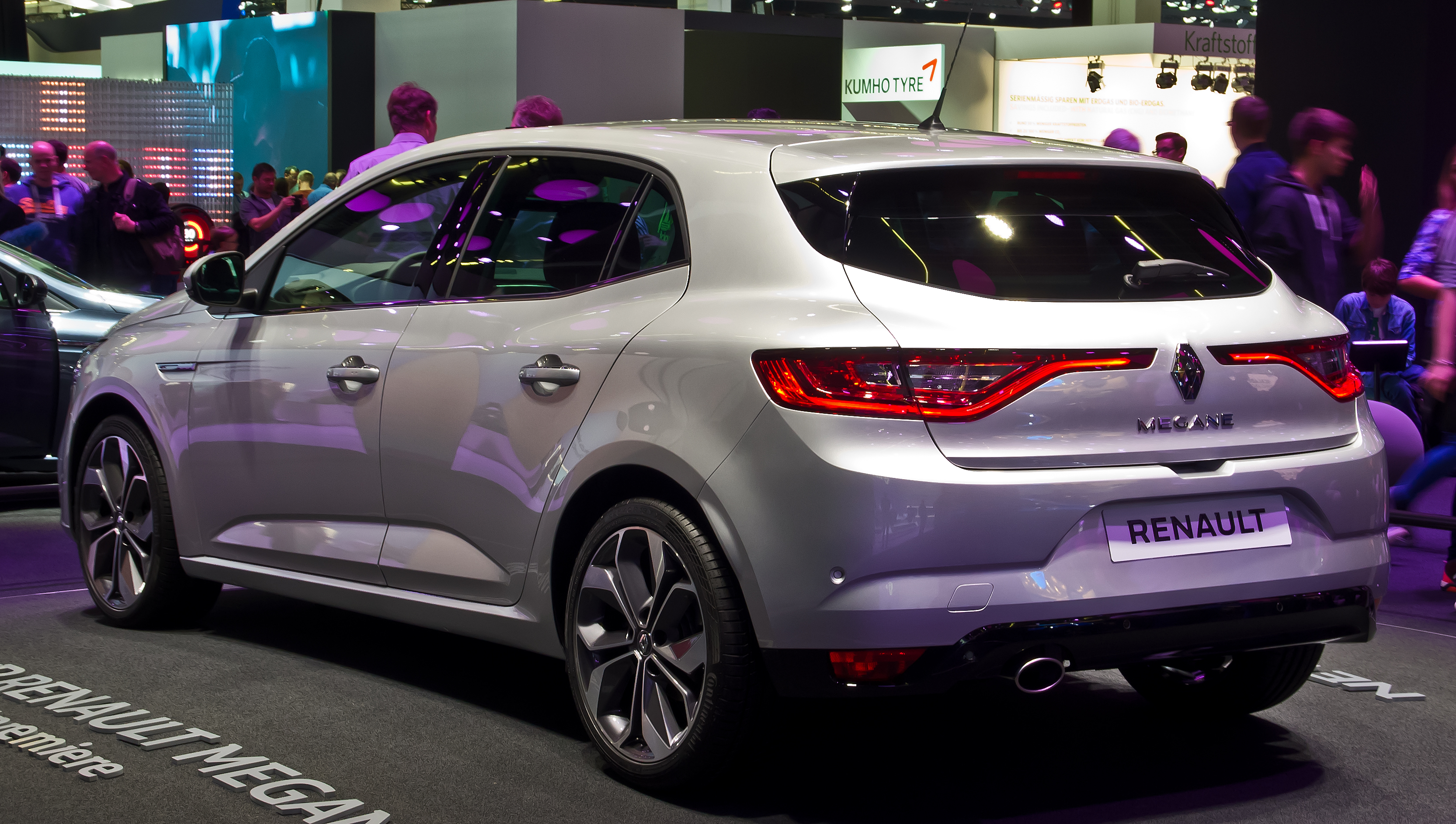
L'arrière du véhicule
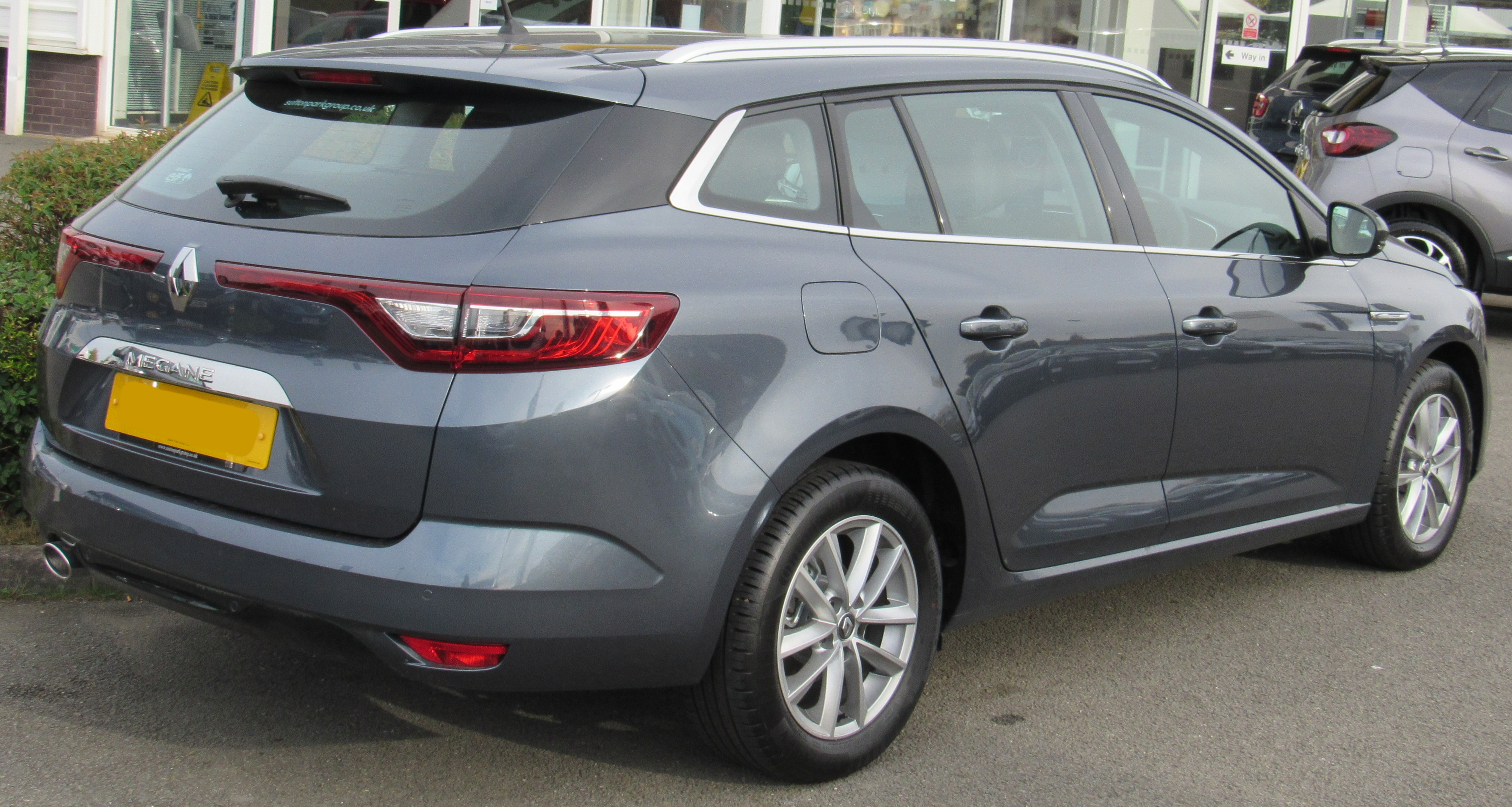
L'arrière de la déclinaison Estate
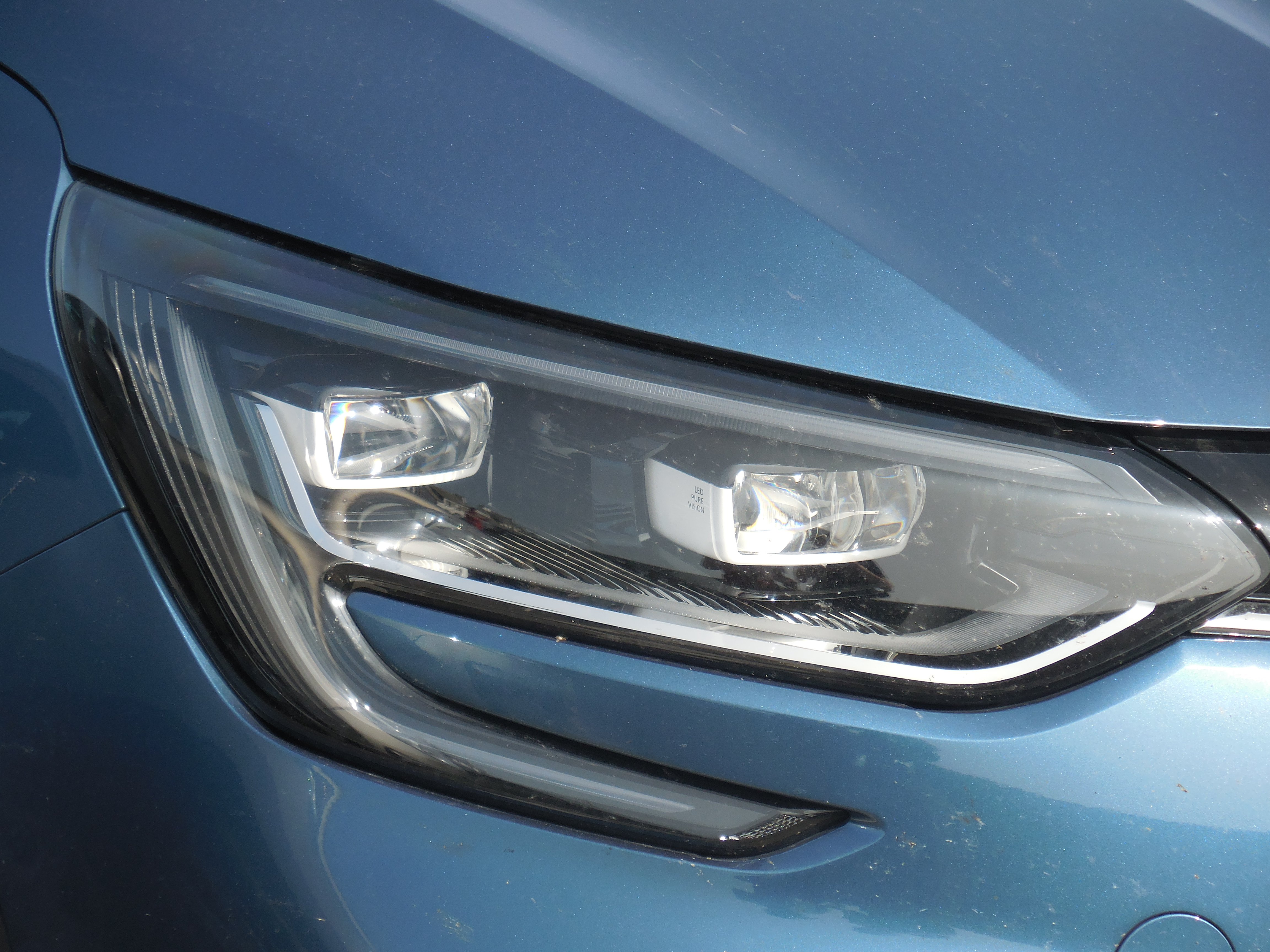
Feux LED Pure Vision

### Phase 2
La version restylée de la Mégane de 4e génération devait être présentée au salon international de l'automobile de Genève 2020 mais celui-ci a été annulé à cause de l'épidémie de coronavirus COVID-19. Elle est commercialisée à partir de septembre 2020.
Outre quelques modifications esthétiques extérieures (phares, boucliers, calandre), l'intérieur de la Mégane est également actualisé. Le système EasyLink est mis à jour, de nouvelles selleries et couleurs d'ambiance sont disponibles tandis que les compteurs sont remplacés par un écran de 10,2 pouces personnalisable.
En mai 2022, les tarifs augmentent de 650 €, portant le premier prix en France à 28 800 €.

Renault Mégane IV phase 2
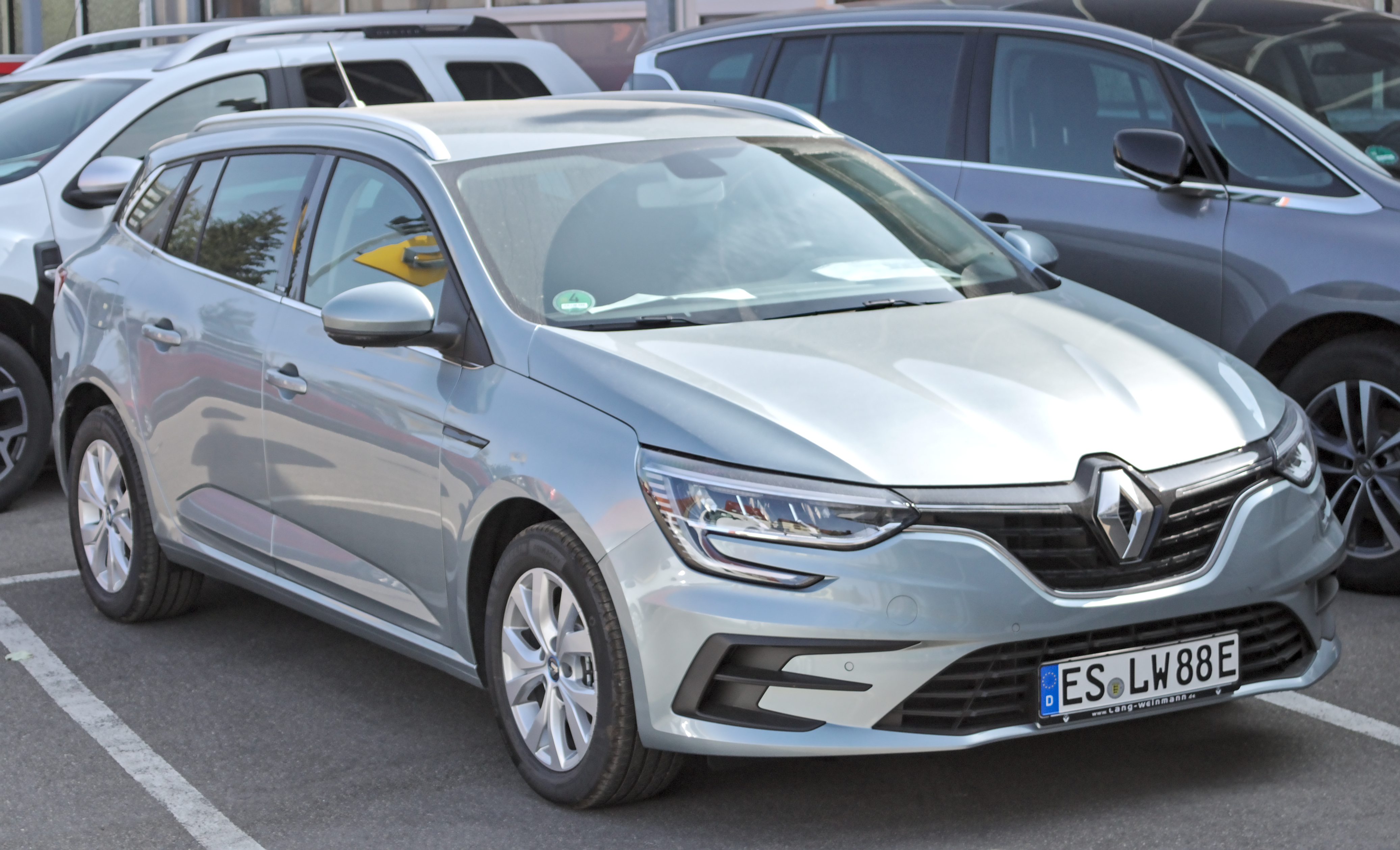
Avant
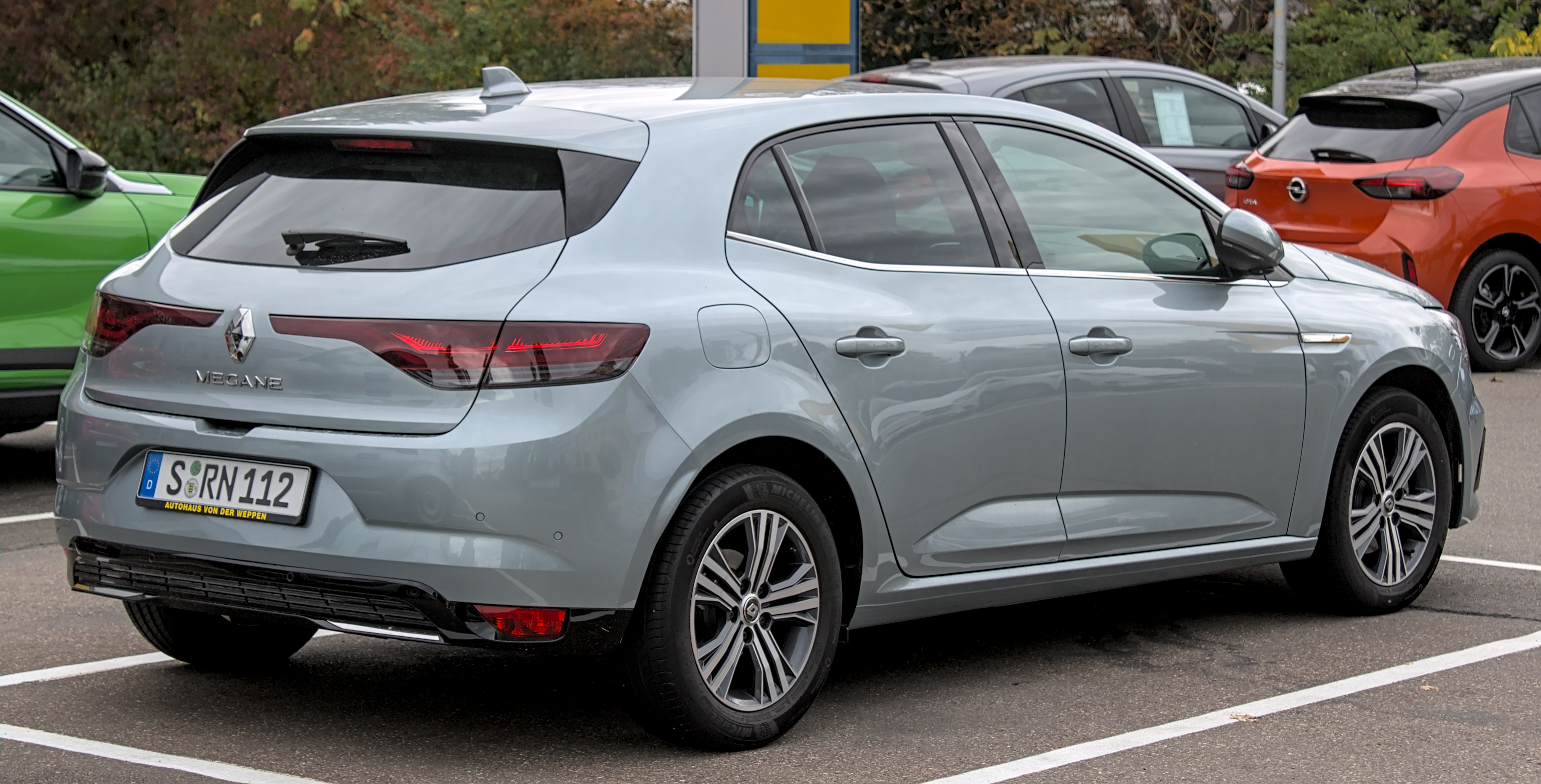
Arrière
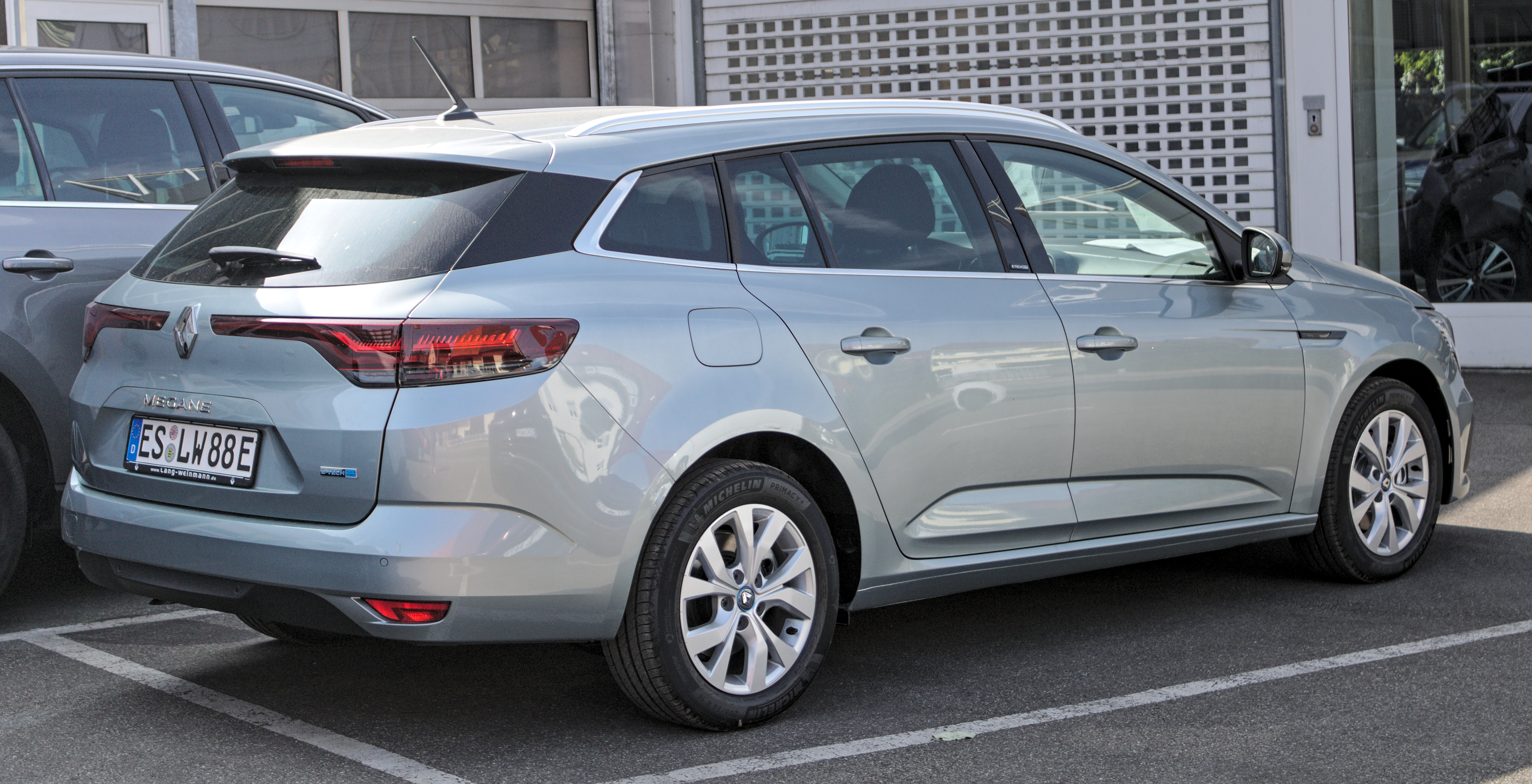
Arrière (Estate)

La production de la berline 5 portes et du break est définitivement arrêtée le 5 avril 2024. Elle est indirectement remplacée par la Mégane E-Tech Electric, lancée en 2021.

## Caractéristiques techniques
La Mégane de 4e génération repose sur la nouvelle plateforme CMF-CD du groupe Renault-Nissan, déjà utilisée pour les précédentes nouveautés de la marque au losange : Kadjar, Espace V et Talisman. Comme sur ces deux dernières, cette plateforme permet l'intégration optionnelle des quatre roues directrices (technologie "4Control"), comme pour la version GT et pour la version RS.

### Motorisations
Le constructeur français dévoile son nouveau bloc, le 1.6 Energy dCi 165 Twin Turbo, son premier moteur 1.6 Diesel doté d’une double suralimentation.
« Victorieux en F1, Renault met à profit son expérience pour améliorer continuellement l’efficience énergétique de ses moteurs de série pour toujours plus de sensations et de plaisir de conduite. (...) Les sensations d’un 2 litres avec 25 % de consommation en moins », annonce en guise d'introduction la marque.
Deux turbocompresseurs montés en série
Dernier né de la démarche de miniaturisation, ce moteur d'une cylindrée de 1 598 cm3 délivre une puissance de 165 ch et un couple de 380 N m (dès 1 750 tr/min).
Twin Turbo, ce bloc dispose donc de deux turbocompresseurs qui sont ici montés en série. Cela signifie qu'un petit turbo est apte aux bas régimes (ici 90 % du couple maximum est disponible dès 1 500 tr/min), tandis qu'un autre modèle prend le relais à plus haut régime et permet d’aller chercher une puissance élevée (100 ch/litre de cylindrée).
Les technologies F1
« Le moteur fonctionne toujours dans ses plages de rendement optimal », assure le Losange, ce qui permettrait de réduire de 25 % la consommation et les émissions de CO2 par rapport au 2.0 l dCi de 175 ch (le 1.6 dCi 165 pèse en outre 20 kg de moins que ce dernier).
Outre ces deux turbocompresseurs, le nouveau bloc hérite aussi de certaines technologies issues de la Formule 1, notamment en ce qui concerne le refroidissement et la réduction des frottements.
Fabriqué à l’usine de Cléon (Seine-Maritime), ce bloc, qui ne fait pas pour le moment l’objet d’un partage avec Nissan, peut-être associé à la boîte à double embrayage EDC ou à une boîte manuelle. Également le bloc 1.6 Energy dCi 165 Twin Turbo équipe entre autres les véhicules de la marque appartenant aux segments D et E, c'est-à-dire les modèles type Laguna, Latitude mais aussi Espace.
Présenté à Francfort en septembre, ce dernier inaugurait d'ailleurs un « concept moteur » twin turbo développé sur la base de l'Energy dCi 130. Un prototype qui préfigurait donc ce 1.6 Energy dCi.
| Modèle et boîte                                              | Production | Moteur                    | Cylindrée         | Puissance                      | Couple                                 | 0 à 100 km/h                  | Vitesse maximale                  | Consommation et émissions de CO2    |
| ------------------------------------------------------------ | ---------- | ------------------------- | ----------------- | ------------------------------ | -------------------------------------- | ----------------------------- | --------------------------------- | ----------------------------------- |
| Renault Mégane IV 1.0 TCe FAP (boîte méca. 6)                | Phase 2    | 3 cylindres en ligne H5Dt | 999 cm3 (1,0 L)   | 85 kW (115 ch) à 5 000 tr/min  | 200 N m à 2 900 tr/min                 | 11 s                          | 190 km/h                          | - L/100 km 128 g/km                 |
| Renault Mégane IV 1.2 TCe 100 (boîte méca. 6)                | Phase 1    | 4 cylindres en ligne H5Ft | 1 197 cm3 (1,2 L) | 75 kW (100 ch) à 4 500 tr/min  | 175 N m à 1 500 tr/min                 | 12,3 s                        | 179 km/h                          | 5,4 L/100 km 120 g/km               |
| Renault Mégane IV 1.2 TCe 130 (boîte méca. 6 ou auto. 7)     | Phase 1    | 4 cylindres en ligne H5Ft | 1 197 cm3 (1,2 L) | 97 kW (130 ch) à 5 500 tr/min  | 205 N m à 2 000 tr/min                 | Méca. : 10,6 s Auto. : 10,8 s | Méca. : 197 km/h Auto. : 199 km/h | 5,3 ou 5,4 L/100 km 119 ou 122 g/km |
| Renault Mégane IV 1.3 TCe FAP 100 (boîte méca. 6)            | Phase 2    | 4 cylindres en ligne H5Ht | 1 332 cm3 (1,3 L) | 75 kW (100 ch) à 4 500 tr/min  | 200 N m à 1 400 tr/min                 |                               | 179 km/h                          |                                     |
| Renault Mégane IV 1.3 TCe FAP 115 (boîte méca. 6)            | Phase 2    | 4 cylindres en ligne H5Ht | 1 332 cm3 (1,3 L) | 85 kW (115 ch) à 4 500 tr/min  | 220 N m à 1 500 tr/min                 |                               | 190 km/h                          |                                     |
| Renault Mégane IV 1.3 TCe FAP 140 (boîte méca. 6 ou auto. 7) | Phase 2    | 4 cylindres en ligne H5Ht | 1 332 cm3 (1,3 L) | 104 kW (140 ch) à 5 500 tr/min | 240 N m à 1 600 tr/min                 |                               | 205 km/h                          |                                     |
| Renault Mégane IV 1.3 TCe FAP 160 (boîte méca. 6 ou auto. 7) | Phase 2    | 4 cylindres en ligne H5Ht | 1 332 cm3 (1,3 L) | 118 kW (160 ch) à 5 500 tr/min | 260 ou 270 N m à 1 750 ou 1 800 tr/min |                               | 212 km/h                          |                                     |
| Renault Mégane IV 1.6 SCe (boîte méca. 5 ou CVT)             | Phase 1    | 4 cylindres en ligne H4M  | 1 598 cm3 (1,6 L) | 86 kW (115 ch) à 5 600 tr/min  | 156 N m à 4 000 tr/min                 | Méca. : 11,5 s Auto. : 13,2 s | Méca. : 191 km/h Auto. : 180 km/h | 6,3 ou 6,6 L/100 km 142 ou 153 g/km |
| Renault Mégane IV 1.6 TCe 165 (boîte auto. 7)                | Phase 1    | 4 cylindres en ligne M5Mt | 1 618 cm3 (1,6 L) | 123 kW (165 ch) à 6 000 tr/min | 250 N m à 2 400 tr/min                 | 8,2 s                         | 215 km/h                          | 6 L/100 km 134 g/km                 |
| Renault Mégane IV 1.6 TCe 205 (boîte auto. 7)                | Phase 1    | 4 cylindres en ligne M5Mt | 1 618 cm3 (1,6 L) | 123 kW (205 ch) à 6 000 tr/min | 280 N m à 2 400 tr/min                 | 7,1 s                         | 233 km/h                          | 6 L/100 km 134 g/km                 |
| Renault Mégane IV 1.8 TCe 280 (boîte méca. 6 auto. 7)        | Phase 1    | 4 cylindres en ligne M5Pt | 1 798 cm3 (1,8 L) | 209 kW (280 ch) à 6 000 tr/min | 390 N m à 2 400 tr/min                 | 5,8 s                         | Méca. : 255 km/h Auto. : 250 km/h | 7,1 ou 6,9 L/100 km 161 ou 155 g/km |
| Renault Mégane IV 1.8 TCe 300 (boîte méca. 6 auto. 7)        | Phase 1    | 4 cylindres en ligne M5Pt | 1 798 cm3 (1,8 L) | 224 kW (300 ch) à 6 000 tr/min | 400 ou 420 N m à 3 200 tr/min          | 5,7 s                         | 260 km/h                          | 8,1 ou 7,9 L/100 km 183 ou 178 g/km |
| Renault Mégane IV 2.0 SCe (CVT)                              | Phase 1    | 4 cylindres en ligne M4R  | 1 997 cm3 (2,0 L) | 104 kW (140 ch) à 6 000 tr/min | 193 N m à 3 750 tr/min                 | 9,9 s                         | 209 km/h                          | 7,7 L/100 km 176 g/km               |

| Modèle et boîte                                             | Production   | Moteur                   | Cylindrée         | Puissance                      | Couple                        | 0 à 100 km/h                  | Vitesse maximale                  | Consommation et émissions de CO2  |
| ----------------------------------------------------------- | ------------ | ------------------------ | ----------------- | ------------------------------ | ----------------------------- | ----------------------------- | --------------------------------- | --------------------------------- |
| Renault Mégane IV 1.5 dCi 90 (boîte méca. 6 auto. 6)        | Phase 1      | 4 cylindres en ligne K9K | 1 461 cm3 (1,5 L) | 67 kW (90 ch) à 4 000 tr/min   | 220 N m à 1 750 tr/min        | 13,4 s                        | 175 km/h                          | 3,7 L/100 km 95 g/km              |
| Renault Mégane IV 1.5 Blue dCi 95 (boîte méca. 6)           | Phase 2      | 4 cylindres en ligne K9K | 1 461 cm3 (1,5 L) | 70 kW (95 ch) à 3 750 tr/min   | 240 N m à 1 750 tr/min        |                               | 185 km/h                          |                                   |
| Renault Mégane IV 1.5 dCi 110 (boîte méca. 6 auto. 6)       | Phase 1      | 4 cylindres en ligne K9K | 1 461 cm3 (1,5 L) | 82 kW (110 ch) à 4 000 tr/min  | 260 ou 250 N m à 1 750 tr/min | Méca. : 11,2 s Auto. : 12,3 s | Méca. : 188 km/h Auto. : 187 km/h | 3,3 ou 3,7 L/100 km 86 ou 95 g/km |
| Renault Mégane IV 1.5 Blue dCi 115 (boîte méca. ou auto. 6) | Phase 1 et 2 | 4 cylindres en ligne K9K | 1 461 cm3 (1,5 L) | 85 kW (115 ch) à 3 750 tr/min  | 270 N m à 1 750 tr/min        |                               | Méca. : 187 km/h Auto. : 190 km/h |                                   |
| Renault Mégane IV 1.6 dCi 130 (boîte méca. 6)               | Phase 1      | 4 cylindres en ligne R9M | 1 598 cm3 (1,6 L) | 97 kW (130 ch) à 4 000 tr/min  | 320 N m à 1 750 tr/min        | 10 s                          | 198 km/h                          | 4 L/100 km 103 g/km               |
| Renault Mégane IV 1.6 dCi 165 (boîte auto. 6)               | Phase 1      | 4 cylindres en ligne R9M | 1 598 cm3 (1,6 L) | 123 kW (165 ch) à 4 000 tr/min | 380 N m à 1 750 tr/min        | 8,8 s                         | 214 km/h                          | 4,6 L/100 km 120 g/km             |
| Renault Mégane IV 1.7 dCi (boîte auto. 6)                   | Phase 1      | 4 cylindres en ligne R9N | 1 749 cm3 (1,7 L) | 112 kW (150 ch) à 4 000 tr/min | 340 N m à 1 750 tr/min        | 9,4 s                         | 210 km/h                          |                                   |

| (données constructeur)     | 1.6 e-Tech Plug-in                                        |
| -------------------------- | --------------------------------------------------------- |
| Types moteurs              | H4M à cycle Atkinson + E-motor + HSG                      |
| Architecture               | 4-cylindres + moteur électrique                           |
| Cylindrée (cm3)            | 1 598                                                     |
| Alimentation               | Atmosphérique                                             |
| Alésage (mm) / Course (mm) | 78 / 83,6                                                 |
| Puissance maximale ch (kW) | Thermique : 91 E-Motor : 67 HSG : 34 Combinée : 160 (120) |
| au régime de : (tr/min)    | 5600                                                      |
| Couple maximal (N m)       | Thermique : 144 E-Motor : 205 HSG : 50 Combiné : 400      |
| au régime de : (tr/min)    | 5600                                                      |
| Boîte de vitesses          | Automatique multimodes à 15 combinaisons                  |
| Vitesse maximale (km/h)    | 185                                                       |
| 0-100 km/h (s)             | 9,8                                                       |
| Consommation (L/100 km)    | 1,3                                                       |
| Émissions de CO2 (g/km)    | 28                                                        |

- 1 - moins de Euro 6

Le moteur 1.6 TCe 165 est disponible à partir du deuxième semestre de 2017 et le 1.6 dCi 165 peut être offert en dehors de l'équipement GT. Les moteurs 1.3 TCe et 1.7 dCi sont disponibles à partir de 2018. Les premiers modèles des 1.3 TCe en 2018 avaient l'homologation Euro 6b mais pas de filtre à particules.
Les moteurs Diesel sont équipés du système de dépollution SCR-AdBlue à partir du deuxième semestre de 2018.
La version restylée reçoit une motorisation hybride rechargeable de 160 ch, et fin 2020 le moteur 1.0 TCe de 115 ch vient remplacer les moteurs 1.3 TCe 100 ch et 115 ch.
Cette version hybride rechargeable est équipée d'un moteur 1,6 litre 91 ch H4M Renault-Nissan, à cycle de combustion Atkinson, associé à un alterno-démarreur de 34 ch et un moteur électrique de 67 ch, pour une puissance cumulée de 160 ch. L'énergie générée (par récupération ou produite grâce au moteur thermique) ou en provenance du secteur lors de la recharge, est stockée dans une batterie lithium-ion de 9,8 kWh autorisant un parcours de 50 km (WLTP) en tout électrique. Cette batterie, placée à l'arrière, pèse 105 kg. L'alterno-démarreur est directement relié au moteur thermique. Son rôle est de le démarrer, de l'assister ou de produire de l'électricité. Le moteur-générateur principal se trouve à l'extrémité de la boite de vitesses robotisée à crabots. Celle-ci permet d'obtenir en tout, grâce à ses "4+2" rapports + neutres, 15 combinaisons possibles pour faire face à toutes sortes de situations. Exemples : déconnecter le moteur-générateur principal si le petit alterno-démarreur est suffisant pour améliorer l’efficience, ou à l'arrêt, entrainer le moteur-générateur principal grâce au moteur thermique pour recharger la batterie. Cette boîte robotisée et électrifiée est nommée Locobox en interne chez le constructeur. Elle est spécifique aux véhicules hybrides de la marque. Le véhicule peut atteindre 135 km/h en mode électrique.
Elle bénéficie de 3 modes de conduite :
- Pure : permet de basculer en conduite électrique (sous condition de réserve suffisante).
- MySense : optimise le mode hybride et permet de conserver une réserve de charge pour passer en conduite électrique au moment opportun.
- Sport : permet de bénéficier des performances maximales en combinant la puissance des trois moteurs.

En avril 2023, cette motorisation est retirée du catalogue.

## Mégane Sedan (ou Mégane GrandCoupe)

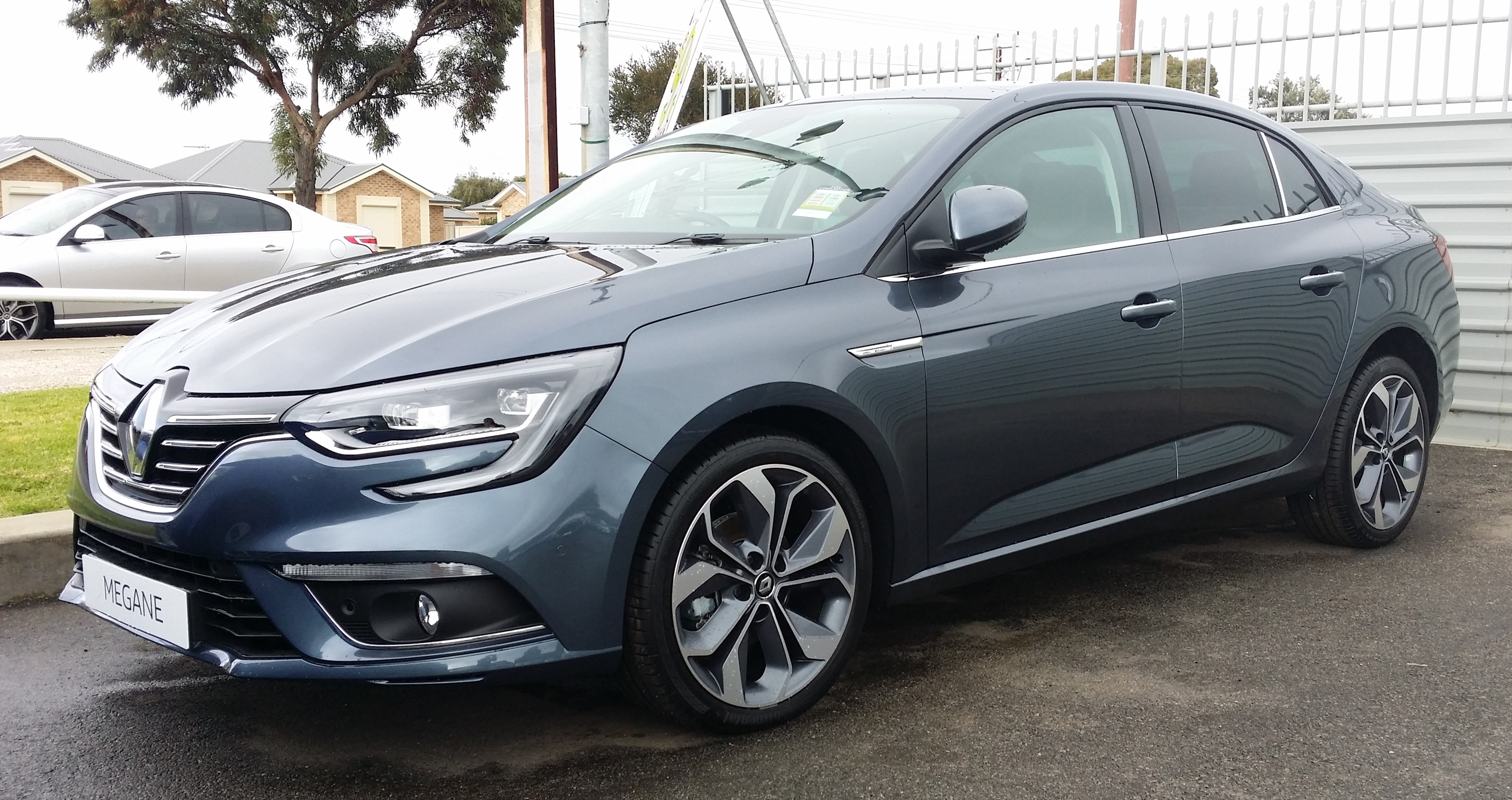
Renault Megane IV Sedan phase 1

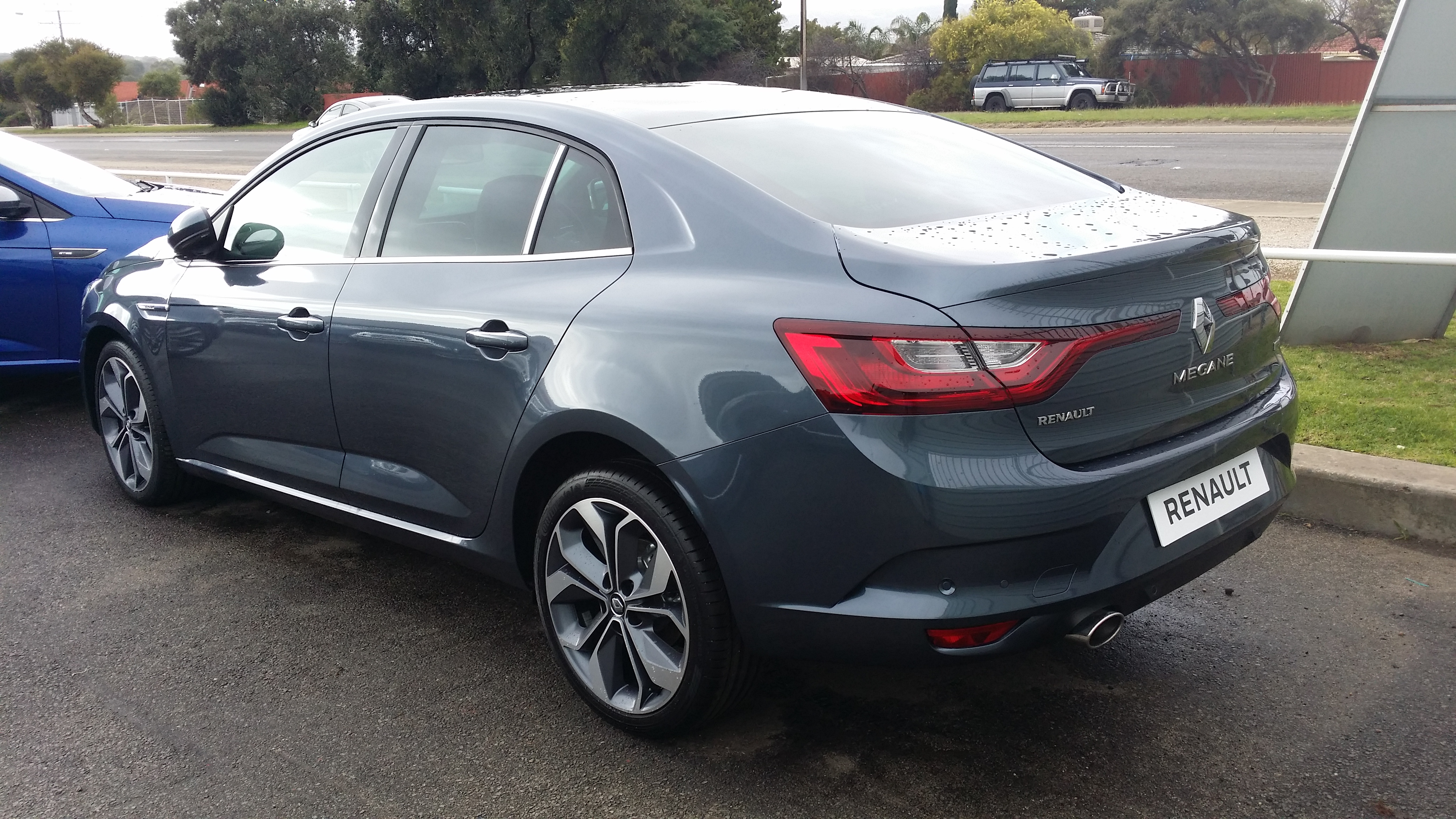
Renault Megane IV Sedan phase 1

La version tricorps de la Renault Mégane IV est présentée en juillet 2016. Elle offre une habitabilité aux places arrière supérieure et le volume du coffre est de 508 dm3. Elle est produite en Turquie par Oyak-Renault. Elle en commercialisée dans le pays, mais aussi au Moyen-Orient, en Afrique, en Australie, dans les pays d'Europe de l'Est et dans certains pays d'Europe de l'Ouest et d'Europe centrale comme l'Italie, la Pologne, la Serbie, la Roumanie. Elle est appelée Mégane Sedan ou Mégane GrandCoupe selon les marchés.
Selon les marchés, elle est proposée avec deux motorisations à essence : le SCe 115 et le TCe 130. L'offre Diesel se compose des dCi 90, dCi 110 et dCi 130. Seule la motorisation de milieu de gamme peut recevoir la transmission à double embrayage EDC à 6 rapports.
Le restylage est déployé sur cette variante en février 2021. Elle reçoit à cette occasion un nouveau bloc 1.0 TCe 115.
En 2022, la production de cette variante est transférée d'Oyak-Renault à un autre sous-traitant turc, Karsan, afin de libérer la place dans l'usine Oyak-Renault.

## Finitions
- Life

Climatisation manuelle, radio Bluetooth afficheur 11 cm, régulateur et limiteur de vitesse, aide démarrage en côte, projecteurs anti-brouillard, enjoliveurs 16" Florida (phase 1)
- Zen

Finition Life + climatisation auto/bizone, système R-Link (Easy-link sur la phase 2), rétroviseurs rabattables électriquement et un écran 18 cm, jantes 16" Silverline
- Business

Finition Zen + alerte de distance de sécurité, et possibilité d'avoir un moteur plus puissant. (remplacé en 2018 par la finition Limited)
- Intens

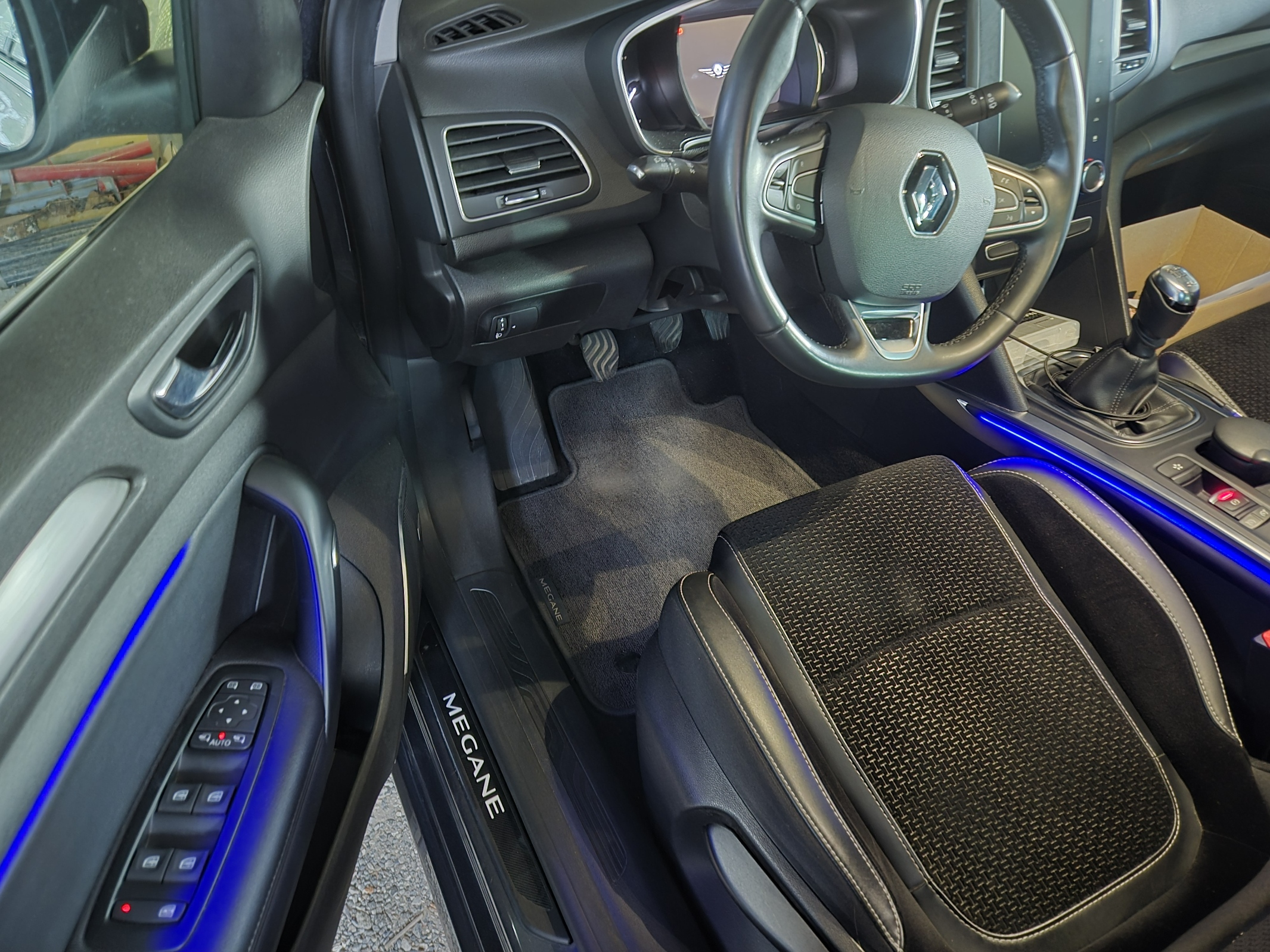
Intérieur d'une Renault Megane IV en finition Intens

Finition Zen + sellerie haut de gamme, projecteurs Full LED Pure Vision, écran plus grand (22 cm), possibilité de choisir un mode de conduite MULTI SENSE et jantes 17" Bayadère ou 18" Grand Tour
- GT

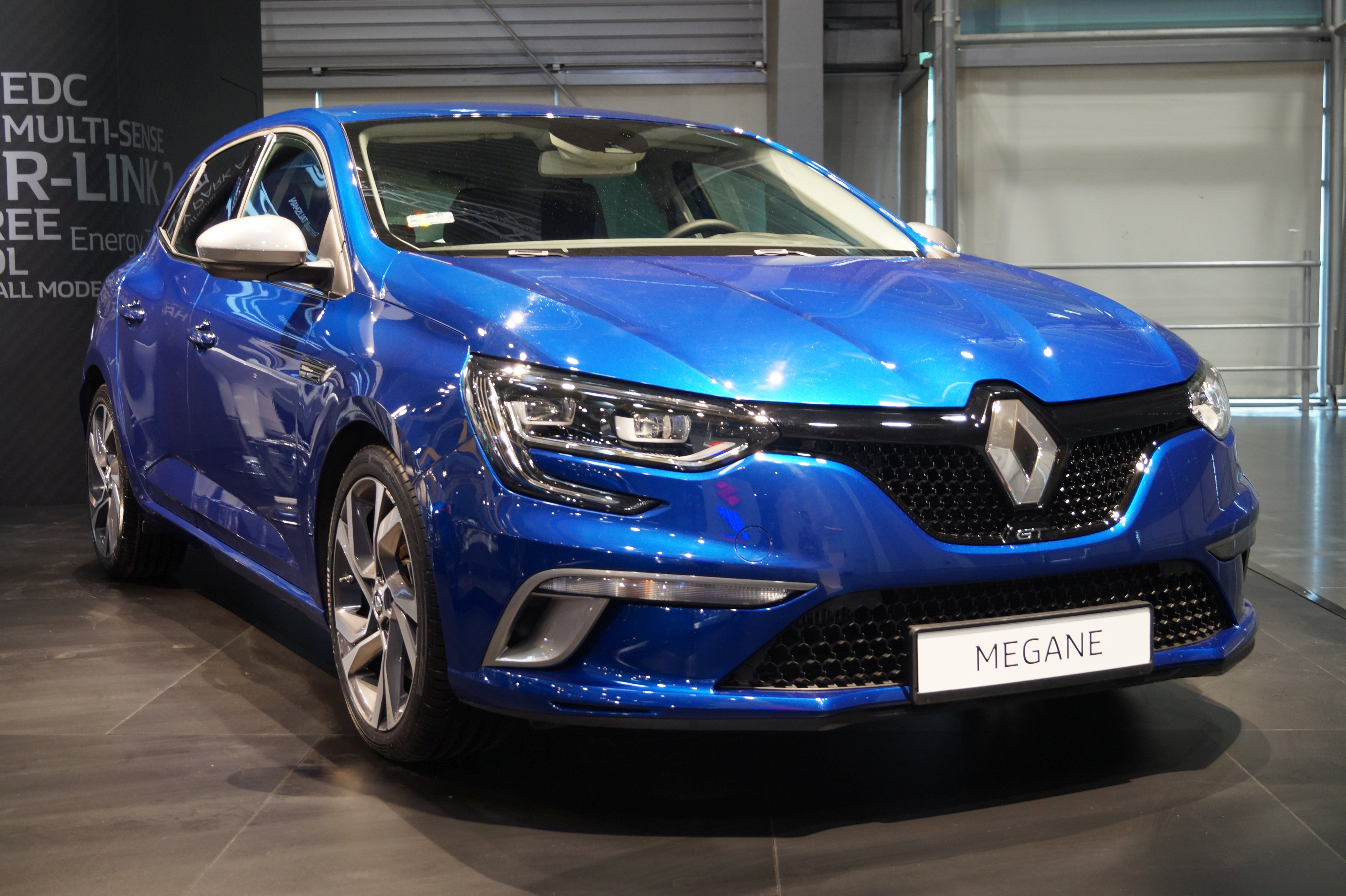
Une Renault Mégane IV GT.

En plus de la Mégane classique, Renault présente sa version GT au salon de Francfort 2015. La version break Estate de la Mégane est aussi disponible en version sportive GT. Finition Intens + châssis et suspensions Renault Sport, quatre roues directrices (4Control), sièges sport, moteur 205 ch (TCe) ou 165 ch (dCi), boîte de vitesses à double embrayage (EDC6 (dCi) et EDC7 (TCe) et launch control
- GT-Line

Finition Zen ou Intens + éléments carrosserie, jantes alliage 17" Decaro (Zen), 18" Grand Tour et intérieur issus GT (Intens)
- RS

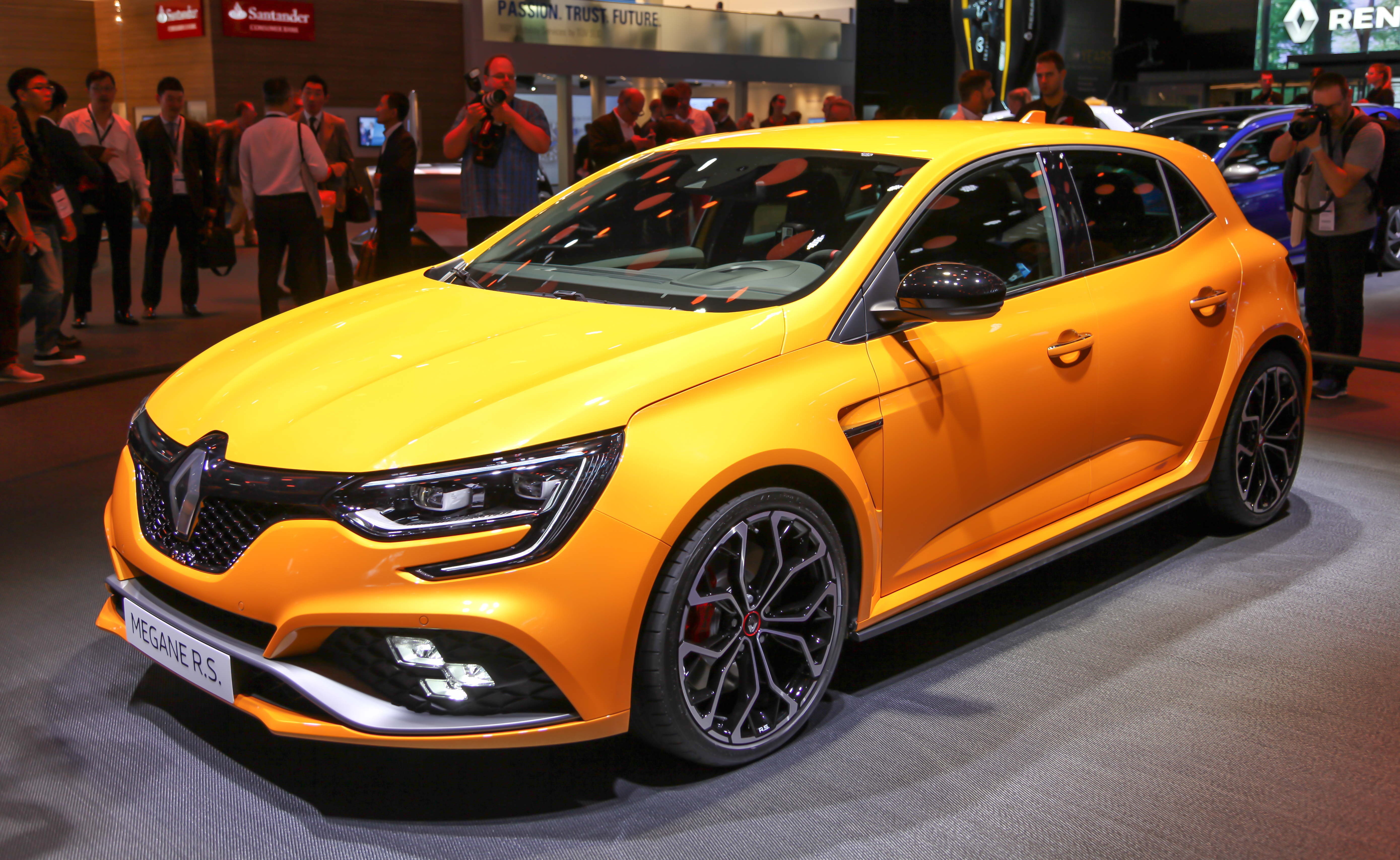
Une Renault Mégane IV RS.

La Mégane 4 RS, sortie en janvier 2018 avec un moteur 1.8 TCe de 280 ch pour se placer sur la même lignée que la concurrence. Renault proposera le choix entre une boite automatique (DCT) ou manuelle. Le moteur de la RS est repris de sa nouvelle cousine technique l'Alpine A110. Renault présente la Mégane 4 RS, encore bien camouflée, le 26 mai 2017 au grand prix de F1 de Monaco. Cependant, quelques jours plus tard, une photo volée sans camouflage de la RS circule sur Internet. Elle est officiellement présentée aux journalistes et au grand public lors du salon de l'automobile de Francfort de 2017. Finition GT + moteur 1.8 TCe de 280 ch, intérieur sport et coloris spécifiques en plus ("Jaune Sirius" et "Orange Tonic").
Chez Renault, les compactes sportives sont apparues dans les années 1980 avec le duo Renault 9 Turbo et Renault 11 Turbo, la Mégane IV RS est la descendante. Contrairement aux Mégane II RS et Mégane III RS, elle n'a plus le « moteur F » de 1 998 cm3 16V Turbo (type F4Rt), désormais, il s'agit d'un « moteur M » de 1 798 cm3 16S Turbo à injection directe (type M5Pt). Renault étudie le développement d'une Renault Mégane RS Estate, des maquettes sont réalisées mais le projet ne connait pas de suite en série.
- RS Trophy

En juillet 2018, Renault dévoile la version Trophy de la Mégane IV RS avec un moteur de 300 ch et 400 N m de couple (420 N m pour la boite automatique EDC) . Cette version dispose, de série, du châssis Cup et d'un différentiel à glissement limité Torsen. Finition RS + moteur 1.8 TCe de 300 ch, châssis Cup et freinage renforcé de série, système ouverte/fermeture clapet silencieux arrière, jantes 19" Jerez.
- E-Tech Engineered

Finition introduite en juillet 2022.

### Séries spéciales
- Limited 2018

Finition Zen + jantes 17 Celsium "Diamantées Noir" + Rétroviseurs Noir + vitres teintées
- Limited 2017

Finition Business/Zen + finition sobre et intérieur noir mat et imitation carbone + Jantes Dark Exception 17 pouces.
- GT-Line

Jantes Grand Tour Black Shadow de 18 pouces, badges GT-Line à l'arrière et sur les ailes avant, coques de rétroviseurs et écopes latérales à la finition Dark Métal.
- RS Trophy-R

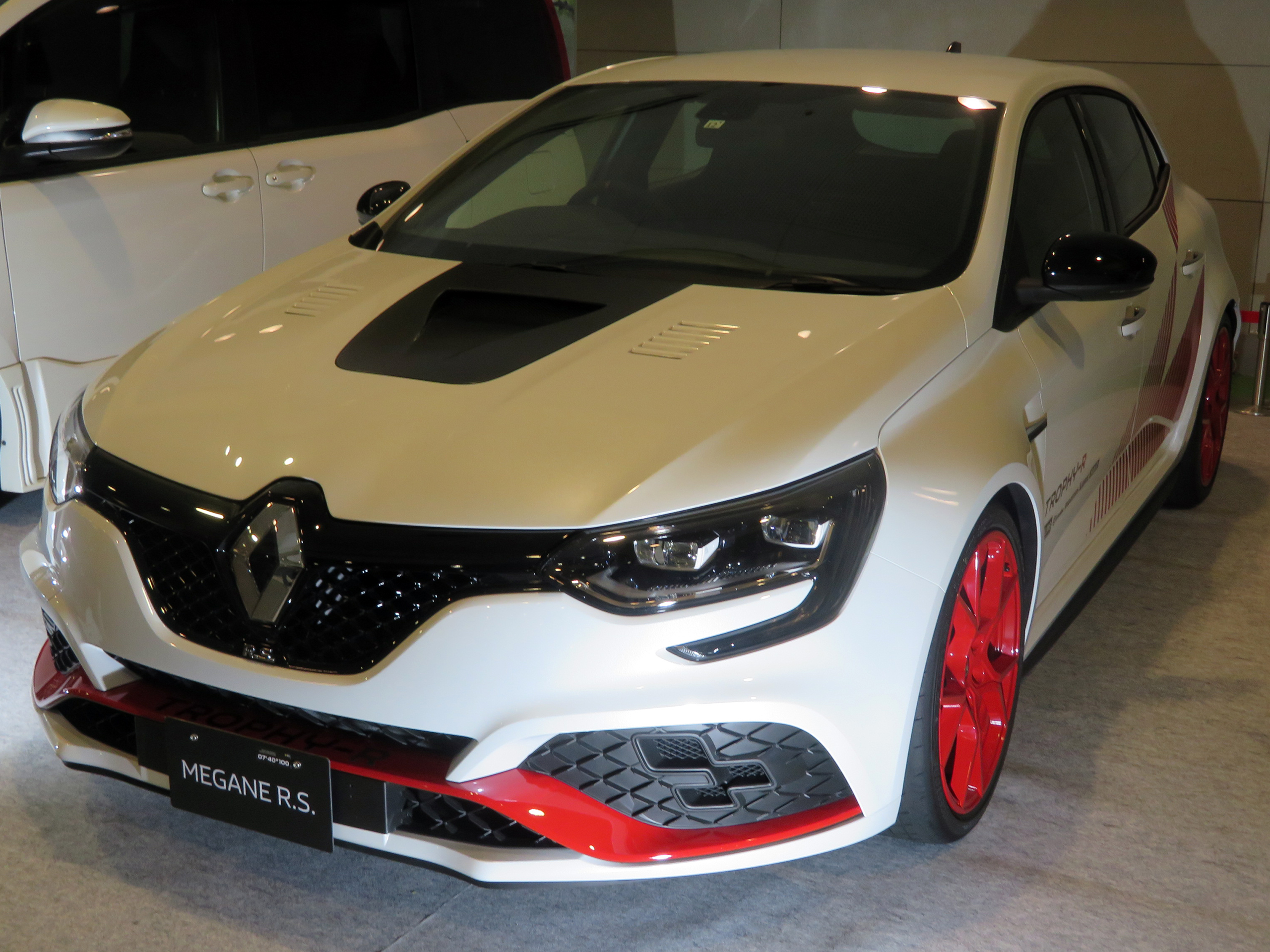
Une Renault Mégane RS Trophy-R.

Comme pour les 2 précédents modèles de Mégane RS, Renault présente en 2019 la nouvelle Trophy-R.
Elle reprend le moteur de la Trophy auquel est accouplée une boîte mécanique 6 rapports. Afin de gagner du poids et reprendre le titre de traction la plus rapide sur le Nürburgring, elle abandonne le châssis 4Control.
Pour gagner encore plus de poids, elle peut recevoir en option un kit de frein carbone-céramique à l'avant ainsi que 4 jantes en carbone. Le modèle ayant battu le record de la meilleure traction sur la Nordschleife en était équipé.
- RS Ultime

La Mégane RS, qui est le dernier modèle produit par Renault Sport, disparaît en 2023. Pour sa fin de carrière, elle propose ainsi à partir de novembre 2022 une série limitée à 1 976 exemplaires baptisée RS Ultime. Cette série est présentée en première mondiale au Salon de l'automobile de Tokyo 2023. La Mégane RS Ultime reçoit des stickers noirs spécifiques sur les portières avant et les ailes, le pare-chocs arrière, le capot ou encore le toit. D'autres éléments sont en noir : le contour des vitres, les logos et monogrammes, les coques de rétroviseurs, les diffuseurs ainsi que la lame F1 sur la face avant.

## Production
| Année      | Total VP berlines 4/5 portes, break | LCV       |
| ---------- | ----------------------------------- | --------- |
| 2015       | 2 420                               |           |
| 2016       | 147 764                             | 3417      |
| 2017       | 325 391                             | 6783      |
| 2018       | 279 300                             | 6018      |
| 2019       | 248 132                             | 5718      |
| 2020       | 165 351                             | 4286      |
| 2021       | 127 318                             | 3842      |
| 2022       | 85 436                              | 3458      |
| 2023       | 85 329                              | 2285      |
| 2024       | 59 154                              | 1 100     |
| Sous-total | 1 525 595                           | 35 907    |
| Total      | 1 561 502                           | 1 561 502 |

## Projet avorté
Renault a étudié l'ajout d'une carrosserie supplémentaire dérivée de la Renault Mégane IV, visant à remplacer la Renault Mégane III Coupé. Ce véhicule prenait la forme d'un crossover bicorps à 3 portes (projet DFB), comparable à une Range Rover Evoque 3 portes.